# Патінуар Сен-Леонард
Патінуар Сен-Леонард (фр. Patinoire Saint-Léonard, офіційна назва з 2010 фр. BCF Arena) — льодовий стадіон хокейного клубу «Фрібур-Готтерон». Стадіон розташований в місті Фрібур.

## Історія
Стадіон побудовано в 1983 та вміщував 7 720 глядачів. В прем'єрному сезоні на стадіоні щоматчу був аншлаг. У сезоні 2010/11 змінилась назва стадіону на BCF Arena, стара назва лишилась, як неофіційна. На стадіоні проходили матчі чемпіонату світу 1990 року.
У 2004 була проведена реконструкція стадіону додались VIP-місця та зменшилась загальна кількість глядачів до 7 144. Після реконструкції 2010 стадіон вміщував 6 700 глядачів.
Реконстуркція, яка тривала з 2019 по 2020 рік збільшила кількість глядацьких місць до 9 262.

## Панорама

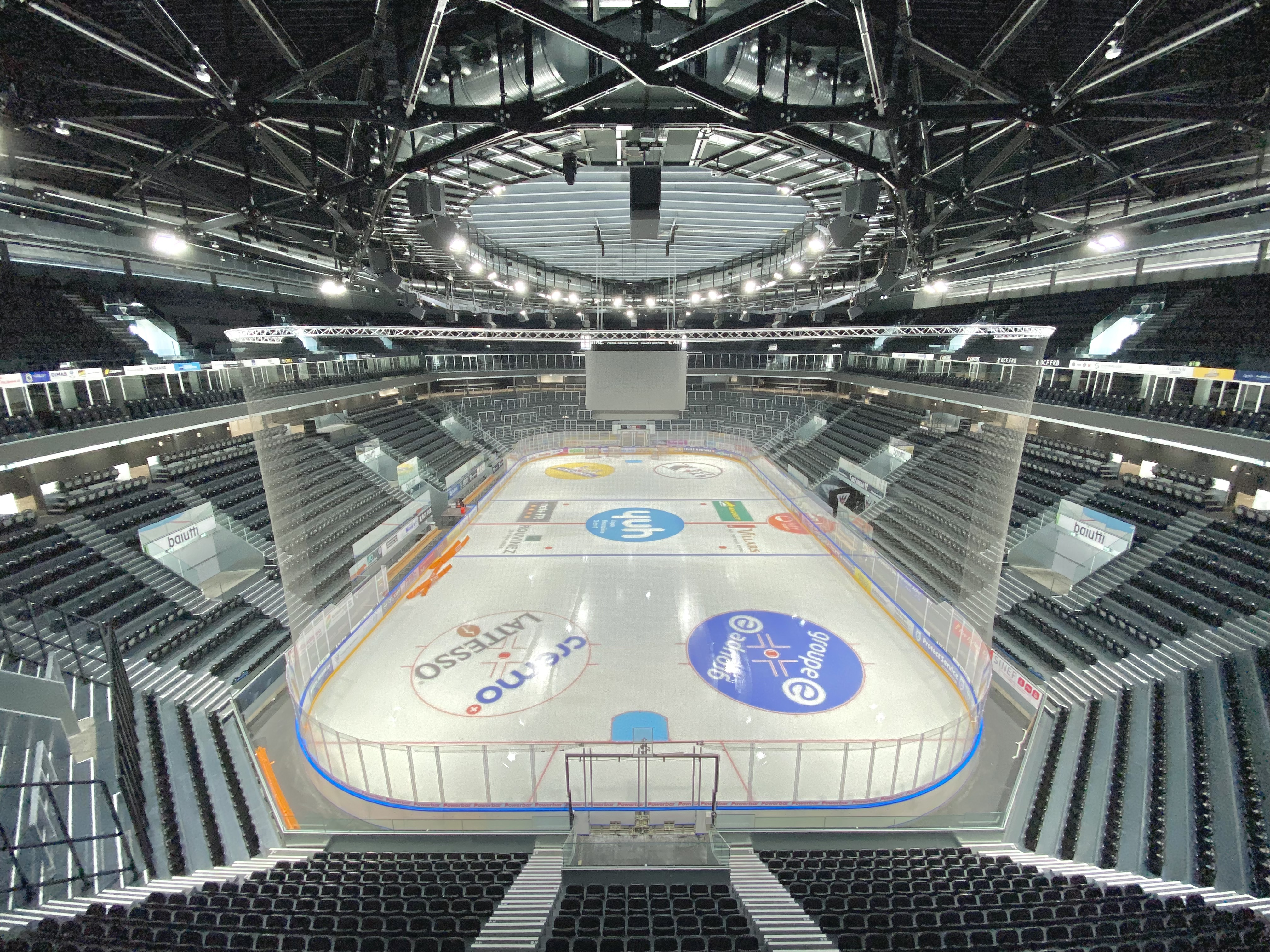
Інтер'єр арени.